# Ontario Warriors
Gli Ontario Warriors furono una franchigia di pallacanestro della ABA 2000, con sede a San Bernardino, in California.
Creati nell'autunno del 2004, disputarono la stagione 2004-05, venendo eliminati al primo turno dei play-off dagli Arkansas RimRockers, futuri campioni.
Si sciolsero al termine della stessa stagione.

## Stagioni
| Stagione | Lega     | Denominazione    | V  | P  | %    | Piazzamento | Play-off         |
| -------- | -------- | ---------------- | -- | -- | ---- | ----------- | ---------------- |
| 2004-05  | ABA 2000 | Ontario Warriors | 15 | 14 | 51,7 | 5º          | Quarti di finale |